# Probst (Familienname)
Probst ist ein Berufsname zu Propst, einen kirchlichen Verwalter (oder weltlichen: Hubprobst).
Schreibvarianten sind Propst und Proebst.

## Namensträger

### A
- Adalbert Probst (1900–1934), deutscher Sportfunktionär
- Adrian Probst (* 1989), deutscher Politiker (CDU); Bürgermeister
- Albert Probst (Mediziner) (1917–1983), österreichischer Mediziner und Hochschullehrer
- Albert Probst (Politiker) (1931–2015), deutscher Politiker (CSU)
- Alexander Probst (Tiermediziner) (* 1965), österreichischer Tiermediziner und Hochschullehrer
- Alexander Josef Probst (* 1983), deutscher Mikrobiologe und Hochschullehrer
- Alfons Probst (1886–1945), deutscher Politiker (BVP)
- Alfred Probst (Bauunternehmer) (1857–1944), Schweizer Bauunternehmer
- Alfred Probst (1894–1958), Schweizer Ruderer
- Angelina Probst (* 1986), deutsche Malerin
- Anneliese Probst (1926–2011), deutsche Schriftstellerin
- Anneliese Probst (Fußballspielerin), deutsche Fußballspielerin
- Anton Probst (1890–1949), österreichischer Politiker (SDAP)
- Arthur Wiedemar-Probst (1878–1948), Schweizer Fabrikant
- Augusta Koch-Probst (1908–2003), österreichische Malerin

### B
- Barbara Probst (* 1964), deutsche Fotografin und Künstlerin
- Barbara Probst (Akrobatin) (* ca. 1964), österreichisch(-französische?) Akrobatin und Clownin
- Barbara Probst-Polášek (1939–2019), deutsche Gitarristin und Lautenistin
- Beki Probst (* um 1940), Schweizer Kinobetreiberin und Festivalkuratorin
- Benedikt Probst (1898–1973), österreichischer Benediktiner und Bibelwissenschaftler
- Bernhard Meyer-Probst (* 1939), deutscher Psychologe und Hochschullehrer
- Bertha Probst de Linga (1891–1982), deutsche Bibliophile und Stifterin
- Bettina Probst (* 1965), deutsche Historikerin und Museumsdirektorin
- Brigitte Enzner-Probst (* 1949), deutsche Pfarrerin und Theologin

### C
- Carl Probst (Ingenieur) (1869–1944), Schweizer Ingenieur
- Charles Probst (1931–2024), Schweizer Neurochirurg
- Christian Probst (1935–1994), deutscher Medizinhistoriker
- Christoph Probst (1919–1943), deutscher Student und Widerstandskämpfer
- Claus Probst (* 1959), deutscher Autor

### D
- Dennis Probst (* 1978), deutscher Fußballspieler
- Dominikus Probst (* 1958), deutscher Kameramann und Filmregisseur
- Dominique Probst (* 1954), französischer Komponist und Schlagzeuger
- Dominique Probst (Boulespielerin) (* 2001), deutsche Boulespielerin

### E
- Eberhard Probst (1955–2024), deutscher Ringer
- Edouard Probst (1898–1974), Schweizer Automobilrennfahrer
- Eduard Probst (Filmemacher) (1906–1970), Schweizer Filmemacher
- Eduard Probst (Fußballspieler) (* 2001), deutscher Fußballspieler
- Emil Probst (Architekt) (1828–1904), Schweizer Architekt und Baumeister
- Emil Probst (Bauingenieur) (1877–1950), deutscher Bauingenieur und Hochschullehrer
- Émile Probst (Émile D. Probst, auch Emil Probst; 1913–2004), luxemburgischer Glasmaler, Grafiker und Zeichner
- Erich Probst (Maler) (1885–1946), österreichischer Maler
- Erich Probst (1927–1988), österreichischer Fußballspieler
- Erika Probst-Vollmer (1925–2021), deutsch-österreichische Tennisspielerin
- Ernst Probst (Psychologe) (1894–1980), Schweizer Psychologe
- Ernst Probst (* 1946), deutscher Wissenschaftsjournalist und Autor
- Eugen Probst (1858–1937), österreichischer Schriftsteller und Museumsdirektor, siehe Johann Eugen Probst
- Eugen Probst (Ingenieur) (1870–1943), Schweizer Ingenieur
- Eugen Probst (Burgenforscher) (1873–1970), Schweizer Architekt und Burgenforscher
- Eugen Probst (Zoologe) (1893–nach 1963), deutscher Zoologe
- Eva Probst (1930–2018), deutsche Schauspielerin

### F
- Ferdinand Probst (1816–1899), deutscher Geistlicher und Autor
- Franz Probst (Maler) (1903–1980), österreichischer Maler
- Franz Probst (Politiker) (1919–1993), österreichischer Politiker (SPÖ)
- Franz Probst (Fußballspieler) (* 1982), österreichischer Fußballspieler
- Franz Anton Probst (1804–1878), deutscher Kaufmann und Politiker
- Franz Fidelis von Probst (1788–1856), württembergischer Politiker
- Franz-Josef Probst (1941–2023), deutscher Leichtathletikfunktionär
- Friedrich Probst (1938–2009), österreichischer Politiker (FPÖ)
- Fritz Probst (1927–2017), Schweizer Journalist

### G
- Georg Balthasar Probst (Kupferstecher, 1673) (1673–1748), deutscher Kupferstecher
- Georg Balthasar Probst (Kupferstecher, 1732) (1732–1801), deutscher Kupferstecher und Verleger
- Gerhard Probst (1912–2002), deutscher Rundfunkfunktionär und Politiker (SED)
- Gilbert Probst (* 1950), Schweizer Ökonom

### H
- Hans Probst (Autor) (1861–1941), deutscher Pädagoge, Schriftsteller, Zeichner und Scherenschnittkünstler
- Hans Probst (Unternehmer, 1869) (1869–1926), Schweizer Unternehmer und Verbandsfunktionär
- Hans Probst (Unternehmer, 1930) (1930–2012), Schweizer Ingenieur und Unternehmer
- Hansjörg Probst (1932–2016), deutscher Lehrer und Lokalhistoriker
- Heinrich Probst (Verleger) (Heinrich Albert Probst; um 1791–1846), deutscher Musikverleger
- Heinrich Probst (Widerstandskämpfer) (1907–1945), deutscher Widerstandskämpfer
- Heinz P. Probst (* 1940), deutscher Heimatforscher
- Hermann Probst (Pädagoge) (1819–1906), deutscher Lehrer, Schulleiter und Autor
- Hermann Probst (Chemiker) (1886–1936), deutscher Chemiker und Sanskritforscher
- Hermann Probst (Journalist) (1899–1944), deutscher Journalist
- Hermann Probst (Fabrikant) (1915–nach 1983), deutscher Unternehmer

### I
- Ingrid Probst (Geburtsname von Ingrid Peters * 1954), deutsche Sängerin und Rundfunkmoderatorin

### J
- Jacobus Probst (auch Praepositus, Praepositi, Spreng, Sprenger; um 1495–1562), deutscher Theologe und Superintendent
- Jacques Probst (* 1951), Schweizer Dramatiker, Drehbuchautor und Komiker
- Jaëla Probst (* 1992), deutsche Schauspielerin
- Jakob Probst (Pfarrer) (1848–1910), Schweizer Pfarrer und Schriftsteller
- Jakob Probst (Johann Jakob Probst; 1880–1966), Schweizer Bildhauer
- Jakob Probst (Eishockeyspieler) (1932–2016), deutscher Eishockeyspieler
- Johann Probst (Politiker) (1883–1957), österreichischer Politiker (CS)
- Johann Probst (Entomologe) (1930–2011), österreichischer Insektenkundler
- Johann Balthasar Probst (1673–1750), deutscher Kupferstecher
- Johann Ernst Probst († 1782), deutscher Gärtner und Autor
- Johann Eugen Probst (auch Eugen Probst; 1858–1937), österreichischer Schriftsteller und Museumsdirektor
- Johann Friedrich Probst (Mediziner) (1716–1793), deutscher Arzt
- Johann Friedrich Probst (Kupferstecher) (1721–1781), deutscher Kupferstecher und Verleger
- Johann Georg Probst (1759–1809), deutscher Kupferstecher und Verleger
- Johann Maximilian Alexander Probst (1812–1842), deutscher Apotheker
- Johann Michael Probst der Ältere (1727–1776), deutscher Verleger
- Johann Michael Probst der Jüngere (1757–1809), deutscher Kupferstecher und Verleger
- Johann Michael Probst (Politiker) (1846–1921), deutscher Politiker, MdL Bayern
- Johann Michael Probst (Baumeister) (1854–1928), deutscher Baumeister
- Josef Probst (1823–1905), deutscher Pfarrer, Geologe und Paläontologe
- Joseph Probst (Pfarrer, 1788) (1788–1871), Schweizer Pfarrer und Schulgründer
- Joseph Probst (Pfarrer, 1816) (1816–1884), deutscher Pfarrer
- Joseph Probst (Heimatforscher) (1852–1899), deutscher Lehrer und Heimatforscher
- Joseph Probst (Politiker, 1882) (1882–1979), deutscher Politiker (USPD/SPD), MdL Bayern
- Joseph Probst (Maler) (1911–1997), luxemburgischer Maler
- Joseph Probst (Politiker, 1919) (1919–1953), Schweizer Politiker (KK/CVP)
- Julia Probst (* 1981), deutsche Bloggerin und Aktivistin
- Julius Probst (1910–1980), deutscher Unternehmer
- Jürgen Probst (1927–2016), deutscher Unfallchirurg und Hochschullehrer

### K
- Karl Probst (Maler) (1854–1924), österreichischer Genre- und Porträtmaler
- Karl Probst (Eiskunstläufer) (1931–2023), deutscher Eiskunstläufer
- Karl Friedrich Probst (1898–1966), deutscher Germanist und einflussreicher Schulbuchautor für den Deutschunterricht
- Karl J. Probst (* 1948), deutscher Arzt, Unternehmer und Buchautor
- Klaus Probst (* 1953), deutscher Manager

### L
- Larry Probst (* 1951), US-amerikanischer Manager
- Lothar Probst (* 1952), deutscher Politikwissenschaftler
- Ludwig Probst (1864–1942), deutscher Maler

### M
- Magdalena Probst (* 2004), deutsche Handballspielerin
- Maja Celiné Probst (* 1997), deutsche Schauspielerin
- Manfred Probst (* 1939), deutscher Theologe
- Manfred Probst (Chemiker) (* 1943), deutscher Chemiker und Unternehmer
- Maria Probst (1902–1967), deutsche Politikerin (CSU)
- Marianne Probst (1921–2019), deutsche Schauspielerin und Hörspielsprecherin
- Mario Probst (* 1978), deutscher Basketballspieler und -funktionär
- Marius Probst (* 1995), deutscher Leichtathlet
- Markus Probst (* 1983), österreichischer Fußballtorhüter
- Martin Probst (* 1967), deutscher Filmkomponist und Musiker
- Max Probst (1920–1980), deutscher Lehrer, Komponist, Organist und Dirigent
- Maximilian Probst (* 1977), deutscher Journalist und Publizist
- Melchior Probst (Geistlicher) (1590–1609), deutscher Geistlicher, Abt von Frauenzell
- Melchior Probst (Politiker) (1884–1934), deutscher Politiker (BVP), Bürgermeister von Weiden in der Oberpfalz
- Michael Probst (* 1962), deutscher Fußballspieler
- Michel Probst (* 1960), Schweizer Politiker (FDP)
- Moritz Probst (1838–1916), Schweizer Maschineningenieur, Brückenbauer und Bauunternehmer

### O
- Oswald Probst (1935–2015), österreichischer Bogenschütze
- Otto Probst (1911–1978), österreichischer Politiker (SPÖ)
- Otto Ferdinand Probst (1865–1923), deutscher Maler, Grafiker, Architekt und Hochschullehrer

### P
- Paul Probst (Sportschütze) (1869–1945), Schweizer Sportschütze
- Paul Probst (Politiker) († nach 1952), deutscher Politiker (DBD), MdL Brandenburg
- Paul Probst (Psychologe) (* 1943), deutscher Psychologe und Hochschullehrer
- Paul Probst (Eishockeyspieler) (* 1950), Schweizer Eishockeyspieler
- Peter Probst (* 1957), deutscher Drehbuchautor
- Philipp Ludwig Probst (1633–1718), deutscher Jurist und Politiker

### R
- Raimund Probst (1927–2009), deutscher Architekt
- Raymond Probst (1919–2001), Schweizer Diplomat
- Rainer Probst (1941–2004), deutscher Maler und Pädagoge
- Ralph Probst (* 1954), deutscher Fußballspieler
- Reinhard Probst (1934–1999), deutscher Metallurg, Schweißtechniker und Hochschullehrer
- Reinhart Probst (* 1957), deutscher Tennisspieler
- Richard Probst (1873–nach 1940), deutscher Violinist
- Robert Probst (Robert Maykel Probst; * 1969), deutscher Pianist und Sänger
- Rudolf Probst (Politiker) (1817–1899), deutscher Jurist, Versicherungsmanager und Politiker (VP, Zentrum), MdR
- Rudolf Probst (Mediziner, 1855) (1855–1940), Schweizer Mediziner und Botaniker
- Rudolf Probst (Maler) (1883–1960), österreichischer Maler
- Rudolf Probst (Offizier) (1887–1955), Schweizer Oberstdivisionär
- Rudolf Probst (Kunsthändler) (1890–1968), deutscher Kunsthändler
- Rudolf Probst (Jurist) (1909–1999), Schweizer Jurist und Hochschullehrer
- Rudolf Probst (Zirkusdirektor) (1922–2015), deutscher Zirkusgründer und -direktor
- Rudolf Probst (Widerstandskämpfer) (1923–2015), polnischer Soldat, Gestapomitarbeiter und Widerstandskämpfer
- Rudolf Probst (Mediziner, 1950) (* 1950), Schweizer HNO-Arzt und Hochschullehrer
- Rupert Probst (* 1981), österreichischer Radrennfahrer

### S
- Simone Probst (* 1967), deutsche Politikerin (Bündnis 90/Die Grünen)
- Stephan Probst (* 1968), deutscher Mediziner und Publizist

### T
- Tassilo Probst (* 2002), deutscher Geiger im Bereich klassischer Musik
- Theodor Probst (1868–1914), deutscher Förster und Mineraliensammler
- Thomas Probst (Jurist) (* 1958), Schweizer Jurist und Hochschullehrer
- Thomas Probst (Chemiker) (* 1961), deutscher Chemiker und Hochschullehrer

### U
- Ulf-Volker Probst (* 1964), deutscher Fußballspieler
- Ulrich Probst (1690–1748), deutscher Jesuit und Prediger

### V
- Veit Probst (* 1958), deutscher Philologe, Historiker und Bibliothekar
- Victor Probst (1907–1990), deutscher Gynäkologe
- Volker G. Probst (* 1953), deutscher Kunsthistoriker

### W
- Walter Probst (Fußballspieler, I), deutscher Fußballspieler
- Walter Probst (Fußballspieler, 1918) (1918–2007), österreichischer Fußballspieler und -trainer
- Werner Probst (Musikpädagoge) (1925–2007), deutscher Musikpädagoge
- Werner Probst (Maueropfer) (1936–1961), deutsches Todesopfer an der Berliner Mauer
- Wilhelm Probst (Pädagoge, 1871) (1871–1957), deutscher Pädagoge und Sportfunktionär
- Wilhelm Probst (Pädagoge, 1886) (1886–1957), deutscher Lehrer, Heimatforscher und Autor
- Wilhelm Probst (1912–1979), deutscher Politiker (DP, CDU)
- Willi Probst (1906–1942), deutscher Widerstandskämpfer
- Wiltrud Probst (* 1969), deutsche Tennisspielerin
- Wolf Probst (* 1966), deutscher Energieeffizienz-Experte und Buchautor
- Wolfgang Probst (* 1945), deutscher Sänger (Bassbariton)
- Wolfgang Probst (Zoologe) (* 1950), deutscher Zoologe und Hochschullehrer